# Réserve opérationnelle de la Gendarmerie nationale
 (juillet 2018).
Si vous disposez d'ouvrages ou d'articles de référence ou si vous connaissez des sites web de qualité traitant du thème abordé ici, merci de compléter l'article en donnant les références utiles à sa vérifiabilité et en les liant à la section « Notes et références ».
En France, la réserve opérationnelle et citoyenne de la Gendarmerie nationale (ROGN), désigne plusieurs compagnies de réservistes servant à renforcer les unités d'active de Gendarmerie au quotidien.
La réserve opérationnelle de premier niveau comprend environ 29 000 hommes et femmes, avec un objectif initialement fixé à 30 000 à fin 2018. Ces personnes sont pour la plupart habilitées en tant qu'agents de police judiciaire adjoints (APJA).

## Historique
La réserve opérationnelle a considérablement évolué depuis la professionnalisation des armées. Comme les réserves des autres armes, elle est ainsi passée d’une réserve de masse sous l'effet de l'enrôlement généralisé des appelés du contingent, à une réserve de volontaires sélectionnés qu'il faut à présent recruter et convaincre. De tout temps, le rôle de la réserve militaire a consisté à permettre aux forces armées de disposer de moyens de renfort de leurs capacités.
Anciennement affectés dans des pelotons de réserve de gendarmerie départementale (PRGD) ou dans des escadrons de réserve de gendarmerie mobile (ERGM), les réservistes sont désormais affectés au sein de compagnies de réserve territoriale (CRT) issues de la fusion de la réserve de la gendarmerie départementale et de la réserve de la gendarmerie mobile.
Cette mutation engagée en 2015 conduit à la création de 367 compagnies de réserve territoriale rattachées aux compagnies de gendarmerie départementale ; elle vise une plus grande réactivité et une plus grande efficacité dans la lutte contre la délinquance.
Au sein de ces compagnies de réserve, on trouve parfois des PRSIG (Peloton de Réserve de Surveillance et d'Intervention de la Gendarmerie), des PSI (Peloton de Surveillance et d'Intervention) et des DSIR (Détachement de Surveillance et d'Intervention de Réverve).
La réserve opérationnelle de premier niveau est composée d’anciens militaires, de citoyens désireux d’acquérir une autre expérience professionnelle indemnisée, ainsi que de spécialistes qui exercent des fonctions liées à leurs compétences. Chaque réserviste est issu de parcours professionnel différent.
Depuis 2016, la réserve opérationnelle de la Gendarmerie nationale est une composante de la Garde nationale, recréée pour faire face à la menace du terrorisme et qui regroupe sous un commandement commun les réserves opérationnelles de l'armée, de la police et de la gendarmerie.

## La formation et l'engagement
Pour devenir réserviste, il faut être âgé d'au moins dix-sept ans et postuler pour la formation opérationnelle du réserviste territoriale (ou "FORT", qui remplace à la fois les anciennes préparations militaires de la gendarmerie, ou PMG et la préparation militaire supérieure de la gendarmerie, ou PMSG). Après avoir obtenu le brevet "FORT", le breveté peut signer un engagement à servir dans la réserve (ESR). L'accès à la réserve de la Gendarmerie est également possible pour les civils ayant effectué leur service national, y compris dans une arme différente. Il est possible de signer un contrat après l'âge de quarante ans pour les anciens appelés du contingent.
La FORT est une formation militaire d'une durée de 4 semaines, organisée par les régions de gendarmerie. Elle forme des personnes qui deviennent des réservistes opérationnels. Un ou plusieurs stages FORT sont organisés chaque année, en fonction de la région. La formation est centrée sur l'apprentissage minimum pour l'exercice des missions, porte sur les règles de déontologie, de cohésion et d'éthique militaires et de maîtrise des fondamentaux professionnels.
Le programme est le suivant :
| Formation professionnelle                                      | Formation militaire              |
| -------------------------------------------------------------- | -------------------------------- |
| Secourisme                                                     | Ordre serré                      |
| Transmissions                                                  | Intervention tactique            |
| Renseignement                                                  | Course d'orientation             |
| Maîtrise des armes                                             | Entraînement physique            |
| Service de police de la Route                                  | Déontologie et Éthique militaire |
| Interventions professionnelles                                 |                                  |
| Maîtrise avec arme(s) de l'adversaire (MAAA)                   |                                  |
| Maîtrise sans arme(s) de l'adversaire (MSAA)                   |                                  |
| Connaissance générale de la Gendarmerie nationale              |                                  |
| Exécution du Service en Gendarmerie (nationale) mobile         |                                  |
| Exécution du Service en Gendarmerie (nationale) départementale |                                  |

La validation de la formation repose sur la base d'un contrôle continu : une moyenne supérieure ou égale à dix sur vingt aux examens écrits et aux pratiques, est requise ; la formation permet l'obtention de l'attestation de secourisme (PSC1), du certificat d'aptitude à la pratique du tir (CIAPT, portant sur l'usage du pistolet semi-automatique Sig Sauer Pro 2022 ou MAS G1 selon les régions), de la certification d'agent de police judiciaire adjoint (APJA) et du brevet d'aptitude à l’utilisation du bâton de protection télescopique (BPT), lesquels complètent la formation du réserviste.
Le stagiaire terminant le cursus de formation FORT avec succès est alors invité à signer un ESR (engagement à servir dans la réserve), d'une durée d'une à cinq années. L'ESR est renouvelé tous les ans si le réserviste satisfait aux obligations du contrat, s'il donne satisfaction durant son emploi et s'il ne présente aucun comportement contraire à la déontologie militaire.
En signant un ESR, le réserviste devient alors gendarme adjoint de réserve de 2e classe (GA2(r)), affecté dans le groupement de gendarmerie (1 / région) où il a été recruté. Ce contrat prévoit un minimum de service de cinq jours par an et un maximum de cent vingt jours par an. La moyenne nationale était de 23 jours par an et par réserviste, en 2015.

## L'avancement
Le Gendarme Adjoint de Réserve (GAR) effectuant au moins quinze jours dans l'année fait l'objet d'une notation qui peut mener à l'avancement. Il peut alors devenir brigadier de réserve puis brigadier-chef de réserve.  
Une fois le grade de gendarme de réserve atteint, l'avancement prend une forme proche de celle de l'armée d'active. Avec sa notation annuelle, le réserviste prend connaissance de ses chefs quant à son avancement. Si l'avis est positif, le militaire est proposé au tableau d'avancement. La promotion au grade supérieur dépend non seulement de la notation de l’intéressé, mais également des besoins dans la pyramide des grades et de l'ancienneté des prétendants dans chaque grade.

## Les effectifs
D'après le rapport d’évaluation de la réserve militaire et de la garde nationale de 2017, la Gendarmerie Nationale compte 29 847 réservistes.
24 % d'entre eux sont d'anciens militaires, 76 % sont issus du civil.

## Les missions
Les réservistes accomplissent des missions de surveillance générale, de protection, de contrôle et d'intervention en renfort des unités de Gendarmerie.  Au côté des gendarmes d'active, ils sont particulièrement sollicités durant les opérations anti-délinquance (OAD), durant les périodes de crise, lors des grands événements culturels et sportifs ainsi que durant les périodes estivales. Si la situation le nécessite, ils peuvent également être déployés outre-mer, comme ce fut le cas à St Martin (97150) lors de la tempête IRMA en 2017.
Certains d'entre eux sont également employés dans des missions de renforts administratifs, de soutien et d'instruction.
En 2020, chaque jour ce sont plusieurs milliers de réservistes qui ont participé en renfort ou de manière autonome à la production de sécurité, en particulier en matière de lutte contre la délinquance, de contrôle des mesures liées à la situation COVID, de lutte anti-terroriste et de lutte contre l'immigration clandestine.

## Le service
L'organisation du service varie selon les régions. Il est soit centralisé pour tous les réservistes d'un département au sein d'un bureau gérant la réserve, soit décentralisé dans les compagnies de Gendarmerie, sous la responsabilité d'un officier de réserve.
Pour les services du quotidien, le réserviste exprime ses disponibilités à l'avance, ou répond à des appels à volontaire. Les gestionnaires affectent ensuite les missions en fonction des besoins.
Si le réserviste ne renseigne aucune disponibilité, il n'est affecté à aucune mission.
En cas d'événements graves, des dispositifs d'alertes permettent de mobiliser rapidement les réservistes.
La réserve opérationnelle est de plus en plus sollicitée chaque année. Alors qu'en 2016, environ 1 600 réservistes étaient employé en moyenne chaque jour, ce sont plus de 2 500 personnels qui étaient engagés sur le terrain quotidiennement en 2017 et 2018.
Le volume d'activité d'un réserviste disponible dépasse fréquemment trente jours d'emploi, au cours d'une année.
Grâce à la formation continue et aux missions de renfort aux côtés des gendarmes d'active, le réserviste de la Gendarmerie acquiert l'expérience indispensable à l'exercice de ses fonctions.

## Droits et devoirs
Le réserviste opérationnel de la Gendarmerie Nationale est sous statut militaire lorsqu'il est convoqué pour effectuer un service et qu'il a signé un contrat d'engagement à servir dans la réserve (ESR). Il est soumis aux mêmes règles que les militaires d'active pendant ses périodes de service. Pendant et hors du service il reste soumis à la charte du réserviste opérationnel et du réserviste citoyen de la Gendarmerie Nationale approuvée par l'arrêté du 13 février 2020.
Selon son parcours et la formation reçue le réserviste bénéficie des prérogatives judiciaires suivantes :
- Agent de Police Judiciaire (anciens gendarmes d'active)
- Agent de Police Judiciaire Adjoint (réservistes issus du civil ou des autres armées)
- Agent de la Force Publique (réservistes n'ayant pas reçu le diplôme APJA)
Leurs actions dans le domaine judiciaire sont toujours réalisées sous le contrôle d'un Officier de Police Judiciaire de la Gendarmerie ou de la Police Nationale.

## Équipement
Sous réserve d'avoir reçu les formations nécessaires, les réservistes opérationnels utilisent les mêmes matériels que leurs homologues d'active.
L'équipement individuel de base du réserviste est composé d'une tenue de service courant, d'un gilet pare-balles, d'un pistolet semi-automatique MAS G1 ou d'un pistolet semi-automatique Sig-Sauer SP 2022, d'un bâton de protection télescopique et de menottes.
Après une formation supplémentaire, le réserviste peut être habilité au Pistolet à Impulsion Électrique (PIE).
Les moyens radio et les véhicules sont les mêmes que ceux des unités d'active.